# Azali Assoumani
Azali Assoumani (n. 1 ianuarie 1959, Mitsoudjé⁠(d), Grande Comore⁠(d), Comore) este un politician comorian care ocupă funcția de președinte al Comorelor, poziție pe care o ocupă din 2016. Anterior a fost președinte din 1999 până în 2002 și, din nou, din 2002 până în 2006. A devenit președinte al Comorelor, la 30 aprilie 1999, după ce a condus o lovitură de stat pentru detronarea președintelui interimar Tadjidine Ben Said Massounde, despre care el considera că este în favoarea mișcării de independență din Anjouan. A câștigat alegerile legislative din 2002, înainte de care a fost obligat din punct de vedere constituțional să demisioneze temporar pentru a candida.
La 15 mai 2016, Curtea Constituțională a anunțat că Assoumani a câștigat alegerile prezidențiale pentru a-i succeda președintelui Ikililou Dhoinine.
În mai 2022, Azali Assoumani a primit distincția continentală a trofeului africanității de la Ambasada Marocului în Comore.